# Morvilles Gård
Morvilles Gård er en empirebygning på hjørnet af Sct. Mogens Gade 8 og Gråbrødre Kirke Stræde ved domkirkekvarteret i Viborg. Den er opført i røde mursten år 1798 af bygmester Willads Stilling og afløste en bygning fra ca. 1700. Statsadvokaten for Midt-, Vest- og Sydøstjylland har kontor i bygningen. Den har været fredet siden 1919.
Bygningen er navngivet efter familien Morville, der ejede den fra 1830 til 1947. Morvilles Gård var arkitekt Johan Otto von Spreckelsens barndomshjem. Fra 1947 har bygningen været ejet af Viborg Kommune.